# Anneli Jäätteenmäki
Anneli Tuulikki Jäätteenmäki (Lapua, 11 februari 1955) is een Fins politica.

## Achtergrond
Jäätteenmäki studeerde rechten en werd lid van de Centrumpartij. Van 1981 tot 1987 was ze als advocaat werkzaam. In 1987 kwam ze voor de Centrumpartij in het Finse parlement (Eduskunta). Ze bleef lid van de Eduskunta tot 2004. Van 1994 tot 1995 was ze minister van Justitie in het kabinet Aho. Van 2002 tot 2003 was ze voorzitter van de Centrumpartij.

## Minister-president
In 2003, na 8 jaar oppositie, won de Centrumpartij de parlementsverkiezingen en werd mevr. Jäätteenmäki op 17 april 2003 minister-president van een coalitie bestaande uit de Centrumpartij (KESK), de Sociaaldemocratische Partij (SDP) en de Zweedse Volkspartij (SFP). Er deed zich een bijzondere situatie voor: er was zowel een vrouwelijke president (Tarja Halonen) als een vrouwelijke premier.

### Aftreden
Lang was Jäätteenmäki geen premier; reeds op 18 juni 2003 diende ze onder pressie van het parlement haar ontslag in. Parlementariërs beschuldigden haar ervan dat ze het parlement had voorgelogen en dat ze geheime informatie had gelekt over een ontmoeting tussen president George W. Bush van de VS en premier Paavo Lipponen van Finland. Tijdens de verkiezingscampagne gebruikte Jäätteenmäki de informatie (documenten) om premier en sociaaldemocratische rivaal Lipponen in verlegenheid te brengen. Volgens Jäättenmäki's interpretatie van de informatie zou Lipponen Bush in het geheim steun hebben toegezegd als het tot een oorlog zou komen met Irak. Dit zou een breuk betekenen met de traditionele Finse neutraliteitspolitiek. Het is niet duidelijk of de Centrumpartij de verkiezingen won vanwege het lekken van deze informatie, feit is wel dat het een nek-aan-nekoverwinning werd voor de Centrumpartij.
Toen delen van de gelekte documenten in maart 2003 - tijdens de verkiezingscampagne - in verscheidene kranten verschenen, begon de politie een onderzoek. Op 11 juni werd mevr. Jäätteenmäki door de politie ondervraagd. Jäätteenmäki kwam nu onder grote druk te staan van het publiek om haar rol op te helderen rond de gelekte documenten. In de dagen daarna was er een zitting van het partijbestuur van de Centrumpartij waaruit, naar later bleek, ook het bestuur druk uitoefende op Jäätteenmäki. Op 18 juni verklaarde ze voor het parlement dat ze in het bezit was gekomen van de documenten, zonder dat ze erom had gevraagd. De documenten zouden naar haar zijn gefaxt door een medewerker, genaamd Martti Manninen. Manninen verklaarde echter dat Jäätteenmäki specifiek om de documenten had gevraagd. Het parlement en de coalitiepartners zegden daarop het vertrouwen in Jäätteenmäki op. Nog diezelfde dag bood ze haar ontslag aan.
Op 24 juni 2003 diende Jäätteenmäki haar ontslag in als voorzitter van de Centrumpartij. Haar opvolger als premier en partijleider werd Matti Vanhanen. In 2004 werd het onderzoek naar Jäätteenmäki afgesloten. De zaak werd geseponeerd.
Bij de verkiezingen voor het Europees Parlement in 2004 werd Anneli Jäätteenmäki in het Europees parlement gekozen.